# Ginger Smock
Ginger Smock (1920 - 1995) was een Amerikaanse violiste, zangeres en bandleider. Ze speelde jazz, rhythm & blues, maar was ook actief in een symfonieorkest in Los Angeles.
Smock, die speelde op de manier van Stuff Smith, was als musicus vooral actief in de tweede helft van de jaren veertig en in de jaren vijftig. In die tijd nam ze op met jazzbassiste Vivien Gerry. Ook werkte ze met bijvoorbeeld Red Callender en Gerry Wiggins. In latere jaren was ze concertmeester in hotels in Las Vegas, waar ze onder andere Sammy Davis jr. begeleidde. Ook had ze kort een eigen televisieshow. 

## Discografie
- Studio & Demo Recordings 1946-1958, AB Fable, 2005